# Lone Star Funds
Lone Star Funds is een wereldwijd opererende private-equityonderneming, opgericht in 1995. De firma heeft haar hoofdzetel in het Amerikaanse Dallas en is gespecialiseerd in de aankoop van noodlijdende bedrijven en activa, vaak bekende merken die in mindere tijden zijn terechtgekomen of in financiële problemen zijn geraakt als gevolg van een leveraged buyout. Ook koopt het bedrijf onrendabele leningen op van banken.
Lone Star heeft aangesloten kantoren in Londen, Tokio, Seoel, Taipei, Dublin, Brussel, Luxemburg, en Frankfurt am Main. De beherend vennoot is een in Bermuda gevestigde entiteit met hoofdzetel in Hamilton
John Grayken en Ellis Short zijn de oprichters en voorzitters van de onderneming.

## Eigendommen (selectie)
- Accredited Home Lenders Holding Co.
- Allgemeine Hypothekenbank Rheinboden AG
- B-Line, LLC
- BI-LO
- Bruno's Supermarkets
- Collateralized Debt Obligations van Merrill Lynch
- Del Frisco's Steak House
- IKB Deutsche Industriebank
- Korea Exchange Bank, verworven 2003; Lone Star deed een poging om het te verkopen aan Kookmin Bank, maar werd geconfronteerd met een strafrechtelijk onderzoek van de toezichthouders in Zuid-Korea.[2]
- Kukdong Engineering & Construction Co., Ltd.
- Lone Star Steakhouse
- Shoney's Restaurants
- SNS Reaal
- Solare Hotels and Resorts
- STARLease Co., Ltd.
- Sullivan's Steakhouse
- Texas Land & Cattle Steak House
- Tokyo Star Bank, verworven in 2001